# 우에노 주리
우에노 주리(上野 樹里, 1986년 5월 25일 ~ )는 일본의 여배우이다. 효고현 가코가와시 출신. 아뮤즈 소속. 히노데 고등학교 졸업. 신장은 167cm, 혈액형은 A형이다.
배우자는 록 밴드 TRICERATOPS의 와다 쇼.

## 약력
2000년, 쇼가쿠칸의 패션 잡지의 전속 오디션에 응모. 낙선했지만, 모델 사무실 윌 코퍼레이션 소속(나중에 아뮤즈에 흡수 합병. 2004년 5월 14일에 아뮤즈 공식 프로필에 첫 등장하여 이적 된것이 확인)에 소속 되었다.
2001년 당시 P&G 재팬 헬스케어에서 발매되고 있던 〈클리어라실〉의 3대째 이미지 걸에 선정 연예계 데뷔.
2002년, NHK 월요 드라마 《생존 사랑하는 딸을 위해서》로 여배우 데뷔.
2003년, NHK 연속 TV 소설 《테루테루 가족》의 여주인공 오디션에서 차점자가 되어, 삼녀 아키코 역을 연기했다.
2004년 주연한 영화 《스윙걸즈》의 히트로 제28회 (2004년도) 일본 아카데미상 신인 배우상을 수상했다.
2006년, 후지 TV계열 게츠쿠 드라마 《노다메 칸타빌레》의 주인공 노다 메구미 역을 연기해 각광을 받아 제51회(2006년 10월) 더 텔레비전 드라마 아카데미 여우주연상, 또한 2007년도 엘란도르상 신인상을 수상했다.
2007년 5월 23일, 드라마 《노다메 칸타빌레》의 극중 사용 곡이었던 〈방귀 체조 (おなら体操)〉를 에픽 레코드 재팬 에서 발매해 가수 데뷔. 같은 해 12월 5일 , 오구라 유카 작사·작곡의 싱글 〈할아버지의 그림 편지~그랜드파더즈 레터~ (じーじのえてがみ 〜グランドファザーズ・レター〜)〉을 발매했다.
2008년, 후지 TV계열 목 10 드라마 《라스트 프렌즈》의 키시모토 루카 역을 맡아 역할의 폭을 넓혀 제57회 (2008년 4월) 더 텔레비전 드라마 아카데미상 여우조연상, 제12회 닛칸 스포츠 드라마 그랑프리 (GP)의 봄 드라마 여우조연상과 2008년 갤럭시상 6월도 월간상을 수상했다.
2009년, 영화·천체 소설 〈PLANETARIUM·사쿠라이 아미 감독〉 극 중 노베 야마의 장면의 특별 감독을 다룬다.
2010년, 트위터를 통해 만난 남녀 5명의 청춘 드라마 《솔직하지 못해서》 (후지 TV 목 10 드라마)에서 에이타와 공동 주연을 하였으며, 이로써 8번째 공연. 같은 해 6월 30일, 자신이 작사·작곡한 싱글 〈웃는 얼굴의 꽃(えがおのはな)〉 발매.
2011년 《고우~공주들의 전국~》의 주인공 고우 역으로 NHK 대하드라마 첫 주연.
2018년에는 《종이접기의 마녀와 박사의 사각형시간》(NHK E 텔레)으로 결혼 후 첫 드라마 출연, 7월부터 《굿 닥터》(후지 TV)로 2년만의 연속 드라마 출연.
2019년, 《감찰의 아사가오》(후지 TV)로 13년 만에 게츠쿠 주연이자, 첫 단독 주연이다.

## 가족·개인사
어머니는 중학교 시절에 질병으로 사망했다. 세 자매 중 막내로 DJ SAORI(본명: 우에노 사오리)는 큰 언니, 우에노 마나는 작은 언니.
2016년 5월 25일, 록 밴드 TRICERATOPS의 와다 쇼와 결혼한 것을 소속사를 통해 발표했다. 혼인 신고는 도쿄도내의 구청에 대리인을 통해 제출했다.
남편 와다 쇼는 와다 마코토와 히라노 레미의 장남이다. 시할아버지는 와다 세이(和田 精), 시아버지는 와다 마코토(和田 誠), 시어머니는 히라노 레미(平野 レミ), 시누이는 와다 아스카(和田 明日香)이다.

## 인물·기호·에피소드
- 유치원부터 초등학교 6학년 때까지 피아노를 배우고 있었고, 연주 할 수 있는 악기는 피아노와 색소폰이다. 또한 작사·작곡한 곡을 피아노로 연주 할 수 있다.

- 특기는 육상 단거리이다. 중학교 때는 육상부의 에이스로 활약했다. 히노데 고등학교(전일제에서 통신제[주 8] 편입) 졸업.

- 취미는 음악 감상과 요리. 일식을 잘 만들고 고기보다 생선을 좋아한다.

- 시력이 낮아 중학생 때부터 콘택트 렌즈를 사용하고 있다.

- 좌우명은 “빨리 둥글게 될 필요는 없다”.

- 《테루테루 가족》에 함께 공연한 우에하라 타카코에 따르면 “나도 모두에게 자주 천연이라고 불리는데요. 주리 짱이 더 대단해”라고 말하고 있다. 또한 《아키코》에서 원작에서는 성실한 우등생 역이였지만, 프로듀서는 우에노가 즐거워하며 “중간이 없이 갑자기 맘보를 춤추기” 역으로 했다고 한다.[7]

- 사무소의 선배인 키시다니 고로는 “다른 생명체일까? 대화가 끝까지 성립하지 않는다”고 말하고 있다.[8]

- 평소에는 칸사이 사투리를 사용하기 때문에, 표준어를 말할 때에는 경어가 빠지거나 때때로 대화가 이상하게 되어 버린다.

### 여배우로서
- 여배우를 목표로 시작한 계기에 대해 처음에는 모델 또는 가수를 동경하고 있었지만, 어머니로부터 〈연극도 할 수 있으면 좋을텐데〉라는 말한 것을 이유로 여배우를 목표로 시작했다고 말했다.

- 이전에는 작은 사무실에 소속되어 있었기 때문에, 《스윙걸즈》까지는 대부분의 역을 오디션에서 얻고 있었다. 《테루테루 가족》의 최종 오디션에서 엉덩이 글자 쓰기를 시연했다. “특기라고 말했지만, 딱히 없었기 때문에 엉덩이 글자로 상관없을까나. 재미있는 일을 하는 편이 좋은 일이다. 하지만 재미있는 일이라고 해도 딱히 없네라고 생각하고, 〈무엇이든 상관 없다!〉라고 심사위원 앞에서 자신을 버렸습니다 (웃음)”라고 말하고 있다.[7]

- 《조제, 호랑이 그리고 물고기들 》에서 17세 때 베드신을 포함해 22세의 대학생 역을 연기하고 있다.

- 함께 출연한 배우와 감독에게 자주 〈천재〉라고 평가된다. 《테루테루 가족》에 함께 출연한 키시타니 고로가 우에노의 재능을 알아보고, 키시타니와 같은 사무소의 아뮤즈로의 이적을 도왔다. 그 때 우에노는 〈자신을 키워 준 지금의 회사를 배신할 수 없다〉라고 아뮤즈 이적을 거부했다. 그래서 아뮤즈는 우에노 한명을 위해 우에노의 소속사를 흡수 합병이라는 수단을 채택했다. 이에 따라 다른 탤런트들도 모두 자연스레 이적이 되었고, 그 중 한 명이 요시타카 유리코이다.[8]

- 《무지개 여신 Rainbow Song》에서는 주인공의 행동에 납득이 가지 않아 촬영을 중단하고 감독과 공연자와 토론했다. 프로듀서 이와이 슌지와 자신의 연기론을 뜨겁게 부딪쳤지만 아무래도 일축 되었기 때문에 울어 버렸다. 그러나 이와이는 우에노의 연기에 대한 열정에 경의를 표하는 계기가 되었다.[8]

- 《나오코》에서는 우에노가 연기 나오코와 공연자의 미우라 하루마가 연기 유스케는 두 명의 과거의 경위로부터 거리감 있는 역할의 설정이며, 우에노와 미우라 자신도 처음에는 거리감이 있었다고 하는데, 크랭크인까지 친해진 후, 작품에 거리감이있는 연기를 표현할 수 있도록 노력했다. 미우라는 우에노에 대해 “굉장히 연기를 추구하는 사람. 내가 가벼운 마음으로 유스케 (캐릭터 이름)의 이 대사 어떻게 생각해?라고 물었더니 굉장히 뜨겁고 진지하게 생각하고 말해주고, 나는 가벼운 김으로 그렇게 심각하게 듣지 않았기 때문에 그 때는 굉장히 놀랐습니다. 자신의 역할뿐만 아니라 다른 사람의 역할도 확실히 생각해주는 사람은, 좀처럼 없지 않을까.”고 말했다.[7]

- 《라스트 프렌즈》에서는 성정체성 장애를 가진 남성스러운 모토크로스 선수를 연기, 역할 연구로 머리를 자르고 베리 쇼트[주 9]했다. 그 즉시 또한 머리를 길러, 영화 《노다메 칸타빌레 최종악장》에서는 드라마 때와 같은 단발로 돌아가고 있다.

## 출연 작품
역할의 굵은 표시는 주연 작품

### 텔레비전 드라마
| 방송일자                          | 제목                                                                                                 | 역할                                        | 방송사     |
| --------------------------------- | --- | ------------------------------------------- | ---------- |
| 2002년 2월 11일 ~ 3월 4일         | 생존 사랑하는 딸을 위해서                                                                            | 타케다 사와코                               | NHK        |
| 2003년 1월 7일 ~ 3월 11일         | 시어머니와 함께                                                                                      | 마츠이 카오리                               | 후지 TV    |
| 2003년 9월 29일 ~ 2004년 3월 27일 | 연속 TV 소설 〈테루테루 가족〉                                                                       | 이와타 아키코(삼녀)                         | NHK        |
| 2004년 3월 6일                    | 정말로 있었던 무서운 이야기 〈스쳐가는 문란자〉                                                      | 우치야마 에리                               | 후지 TV    |
| 2004년 4월 11일 ~ 6월 20일        | 오렌지 데이즈                                                                                        | 키리시마 아유미                             | TBS        |
| 2004년 11월 26일                  | 금요일 엔터테인먼트 드라마 스페셜 〈안녕, 오즈 선생님〉                                              | 코야마 사야카                               | 후지 TV    |
| 2005년 5월 6일                    | 금요 엔터테인먼트 야마다 타이치 드라마 스페셜 〈곧 다가올 날을 위해서〉                              | 아키즈키 에미                               | 후지 TV    |
| 2005년 4월 18일 ~ 6월 27일        | 엔진                                                                                                 | 호시노 미사에                               | 후지 TV    |
| 2005년 9월 24일                   | 킨다이치 소년의 사건부 흡혈귀 전설 살인사건                                                          | 나나세 미유키 (히로인)                      | NTV        |
| 2006년 3월 2일                    | 4밤 연속 옴니버스 드라마 〈날개가 꺾인 천사들 4번째밤 『슬롯』〉                                     | 시모죠 료코                                 | 후지 TV    |
| 2006년 9월 17일                   | 스페셜 드라마 〈우리의 전쟁〉                                                                        | 카모시다 미나미                             | TBS        |
| 2006년 10월 16일 ~ 12월 25일      | 노다메 칸타빌레                                                                                      | 노다 메구미                                 | 후지 TV    |
| 2007년 4월 15일 ~ 6월 24일        | 농담이 아니야!                                                                                       | 타카무라 에렌 (히로인)                      | TBS        |
| 2007년 7월 12일                   | 마루마루 치비 마루코 짱 20년 후의 동창회 SP                                                          | 어른이 된 마루코                            | 후지 TV    |
| 2008년 1월 4일 ~ 5일              | 노다메 칸타빌레 in 유럽                                                                              | 노다 메구미                                 | 후지 TV    |
| 2008년 2월 28일                   | 마루마루 치비 마루코 짱 최종화 드라마 SP 「남쪽 섬에서 대핀치」                                      | 20세 마루코                                 | 후지 TV    |
| 2008년 2월 23일                   | 로스:타임:라이프 제4절 「간호사」                                                                    | 마츠나가 유키코                             | 후지 TV    |
| 2008년 4월 10일 ~ 6월 19일        | 라스트 프렌즈                                                                                        | 키시모토 루카                               | 후지 TV    |
| 2009년 9월                        | 우에노 쥬리와 5개의 가방                                                                             | 우에노, 미유키, 미스즈, 우에노 주리, 히나타 | WOWOW      |
| 2010년 4월 15일 ~ 6월 24일        | 솔직하지 못해서                                                                                      | 미즈노 츠키코(하루)                         | 후지 TV    |
| 2011년 1월 9일 ~ 11월 27일        | 대하드라마 「고우~공주들의 전국~」                                                                   | 고우                                        | NHK        |
| 2014년 4월 11일 ~ 6월 13일        | 앨리스의 가시                                                                                        | 미즈노 아스미                               | TBS        |
| 2015년 1월 16일 ~ 3월 20일        | 우로보로스~이 사랑이야말로, 정의.                                                                    | 히비노 미즈키 (히로인)                      | TBS        |
| 2015년 11월 30일                  | 이 미스터리가 대단해! 베스트셀러 작가로부터의 도전장 〈이과계 여성 탐정의 수수께끼 풀이 래버러토리〉 | 토모나가 쿠리코                             | TBS        |
| 2016년 1월 17일 ~ 3월 20일        | 가족의 형태                                                                                          | 쿠마가이 하나코 (히로인)                    | TBS        |
| 2018년 4월 28일                   | 종이접기의 마녀와 박사의 사각형시간 〈#12 센린사쿠라〉                                               | 사쿠라코                                    | NHK E 텔레 |
| 2018년 7월 12일 ~ 9월 13일        | 굿 닥터                                                                                              | 세토 나츠미 (히로인)                        | 후지 TV    |
| 2019년 7월 8일 ~ 9월 23일         | 감찰의 아사가오                                                                                      | 만기 아사가오                               | 후지 TV    |
| 2019년 9월 30일                   | 감찰의 아사가오 특별편                                                                               | 만기 아사가오                               | 후지 TV    |
| 2020년 1월 19일                   | 테세우스의 배                                                                                        | 타무라 유키 (특별 출연)                     | TBS        |
| 2020년 11월 2일 ~ 2021년 3월 22일 | 감찰의 아사가오 2                                                                                    | 만기 아사가오                               | 후지 TV    |

### 영화
| 개봉일자                         | 제목                               | 역할                         | 배급사               |
| -------------------------------- | ---------------------------------- | ---------------------------- | -------------------- |
| 2003년 12월 13일                 | 조제, 호랑이 그리고 물고기들       | 카나에                       | 아스믹 에이스        |
| 2004년 4월 17일                  | 칠석의 여름                        | 스기야마 마리                | 프레논애시           |
| 2004년 9월 11일                  | 스윙걸즈                           | 스즈키 토모코                | 도호                 |
| 2005년 7월 2일                   | 거북이는 의외로 빨리 헤엄친다      | 카타쿠라 스즈메              | 윌코                 |
| 2006년 7월 15일                  | 웃음의 대천사                      | 시죠 후미오                  | 앨버트로스 필름      |
| 2005년 9월 3일                   | 썸머 타임 머신 블루스              | 시바타 하루카 (히로인)       | 쇼게이트             |
| 2006년 9월 16일                  | 출구없는 바다                      | 나루미 미나코 (히로인)       | 쇼치쿠               |
| 2006년 10월 14일                 | 행복의 스위치                      | 이나다 레이                  | 도쿄 테아토르        |
| 2006년 10월 28일                 | 무지개 여신 Rainbow Song           | 사토 아오이 (히로인)         | 도호                 |
| 2006년 11월 3일                  | 7월 24일 거리의 크리스마스         | 칸바야시 메구미              | 도호                 |
| 2008년 2월 16일                  | 나오코                             | 시노미야 나오코              | 닛카쓰               |
| 2008년 3월 29일                  | 쿵푸 군                            | 회전 초밥집 점원 (우정 출연) | 카도카와 영화        |
| 2008년 9월 6일                   | 구구는 고양이다                    | 나오미                       | 아스믹 에이스        |
| 2008년 9월 27일                  | 아이들의 아이들                    | 스낵 마마                    | 비터즈 엔드          |
| 2009년 9월 12일                  | 신부의 수상한 여행가방             | 누마지리 히로코              | 도호                 |
| 2009년 12월 19일·2010년 4월 17일 | 노다메 칸타빌레 최종악장 전편·후편 | 노다 메구미                  | 도호                 |
| 2013년 10월 12일                 | 양지의 그녀                        | 와타라이 마오 (히로인)       | 도호 / 아스믹 에이스 |
| 2016년 1월 22일                  | 뷰티 인사이드                      | 우진                         | 가가                 |
| 2016년 8월 20일                  | 푸른 하늘 옐                       | 스기무라 요코                | 도호                 |
| 2016년 10월 8일                  | 아버지와 이토씨                    | 아야                         | 팬텀 필름            |

### 극장판·TV 애니메이션
| 개봉일자          | 제목                             | 역할                        | 배급사                      | 비고                              |
| ----------------- | -------------------------------- | --------------------------- | --------------------------- | --------------------------------- |
| 2004년 발매 DVD판 | 라스트 콘서트                    | 스텔라 (파멜라 빌로레시 분) | 일본 헤럴드                 | 극장판 애니메이션 / 일본어판 더빙 |
| 2007년 10월 6일   | 리틀 레드 레시피 도둑은 누구다!? | 레드                        | 와인스틴 컴퍼니 / 클럭 웍스 | 극장판 애니메이션 / 일본어판 더빙 |

### WEB·전달 드라마
- 시크릿 메세지 (2015년 11월 2일, dTV) - 하루카 역[9][10]
- 히야마 켄타로의 임신 (2022년 예정, Netflix) - 세토 아키 역

### 특별 감독
- 천체 소설 〈PLANETARIUM·사쿠라이 아미 감독〉 (2009년, 토후) - 노베야마 장면의 특별 감독

## 그 외 출연

### 기타 프로그램
- 오자키 유타카 청춘의 소리 BORN TO RUN (2002년 4월, NHK-BS2) - 사회 어시스턴트
- 모두의 노래 〈할아버지의 그림 편지~그랜드파더즈 레터~〉 (2007년 12월 ~ 2008년 1월, NHK)
- 모두의 노래 〈웃는 얼굴의 꽃〉 (2010년 6월 ~ 2010년 7월, NHK)
- 밭의 노래 (2009년 1월 ~ 2009년 6월, TV 도쿄) - 안내 역
- JURI CINEMA SPECIAL 나니카 (2011년 1월 6일 ~ 3월 31일, GyaO!) - Hanako 지상 로드 무비와 연동한 스페셜 무비 주연

### 라디오
- Juri's Favorite Note (2017년 12월 20일, JFN PARK)

### PV
- 크레이지 켄 밴드 〈크리스마스 따윈 정말 싫어!! 농담 (クリスマスなんて大嫌い!!なんちゃって)〉 (2002년)
- 타케우치 마리야 〈회신 (返信)〉 (2006년)

### 광고 (CM)
- 부츠 헬스 케어 재팬 〈클리어라실 약용 페이스 워시〉 (2001년)
- 다논 〈다논 요구르트〉 (2002년)
- 코로나 〈팬히터 SPACE21〉 (2002년)
- JT 〈MEET YOUR DELIGHT〉 (2002년)
- J-PHONE 〈사진 메일 크리스마스 캠페인〉 (2002년)
- 가루비 〈여름 포테이토〉 (2004년)
- 브리지스톤 사이클 〈알베르토〉 (2004년·2005년·2006년)
- 하우스 식품
  - 프루체 (2005년·2006년)
  - 여름에 듣는 카레 (2005년) - 케인 코스기, 모리야마 미라이와 공동 출연
- 닌텐도
  - 놀러오세요 동물의 숲 (2005년)
  - 피크민 (2013년)
- 카오 〈클리어 클린〉 (2005년·2006년·2007년)
- 유니클로 〈UNIQLO MIX SKINNY〉 (2006년) - 쿠로키 메이사와 공동 출연
- NEC (2006년 가을/겨울 모델 ~ 2007년 여름 모델) - 타마키 히로시, 야마모토 타로와 공동 출연
  - LaVie 시리즈
  - VALUESTAR 시리즈
- 오츠카 제약 〈파이브 미니〉 (2007년 ~ 2008년) - 호시노 겐과 공동 출연(2007년)
- JP 일본 우정 그룹 〈연하 캠페인〉 (2007년) - 니노미야 카즈나리와 공동 출연
- 혼다 〈라이프〉 5대째 (2008년 ~ 2009년)
- 식료 자급률 향상을 향한 국민 운동 〈FOOD ACTION NIPPON〉 (2008년)
- KDDI/오키나와 셀룰러 전화 〈au LISMO! Recommend 킬러 버진로드×여행자〉 (2009년) - 후쿠야마 마사하루와 공동 출연
- 다이와 하우스, 다이와 리빙
  - 임대 주택 『D-Room』 (2008년 ~ )
- 오릭스 생명
  - 의료 보험 CURE(큐어) (2007년 ~ )
  - 여성 전용 의료 보험 CURE Lady (2008년)
  - 암 보험 Believe (2010년 ~ )
- 아사히 맥주
  - 츄하이 과실의 순간 (2010년)
  - 칵테일 파트너 (2011년 ~ )
- 시세이도
  - MAQuillAGE(마끼아쥬) (2009년 ~ 2010년)
  - HAKU(하쿠) (2011년 ~ 2012년)
- 크로스 컴퍼니 〈E hyphen world gallery〉 브랜드 캐릭터 (2011년 ~ 2012년)
- 게이오 그룹 (2011년 ~ 2012년)
- 산토리 〈야사스이〉 (2013년 ~ )
- CASIO 〈SHEEN〉 (2014년 ~ 2016년)
- 일본 코카-콜라 〈요구르트 스탠드〉 (2016년 ~ )
- 가고메 〈야채 생활 100〉 (2020년 ~ )
- 이토햄 〈이토햄 선물〉 (2021년 9월)

### 포스터
- 도서 카드 (2002년)
- 브리지스톤 사이클 (2002년)
- 일본 손해 보험 협회 화재 예방 포스터 (2003년)
- 국민 생활 금융 공고 (2004년)
- 국토 교통성 자동차 손해 배상 책임 보험 (2005년)
- 나고야시 선거 관리 위원회 나고야 시장 선거 (2005년)

## 서적

### 사진집
- JURI first―우에노 주리 사진집 (2004년, 코단샤) ISBN 4-06-364603-3
- PHOTO BOOK A PIACERE (2006년, 와니북스) ISBN 4-8470-2966-6
- JURI -ao akua- (2009년, 와니북스) ISBN 4-7771-1218-7

### 연재
- 당신에게 (오디션 잡지 월간 데뷔) - 현재는 종료됨
- 와니북스@모바일
- 나니카와 츠쿠루의 건축 여행 (잡지 Hanako) - 《우에노 주리와 5개의 가방》의 『여행하는 동안』을 연출한 타카시마 타쿠마 감독과 공동 연재 (2010년 5월 27일 발매호 ~ 2012년 3월 22일 발매호)
- ESSE (2019년 4월 5일, 후소샤)

## DVD
- 완코 THE MOVIE 2 (2008년 7월 25일, 포니캐년) - 내레이션
- 우에노 쥬리 ao akua (2009년 1월 23일, 아뮤즈 소프트 엔터테인먼트)

## CD

### 싱글
- 〈노다메 칸타빌레 『방귀 체조』〉 (2007년 5월 23일 , ESCL-2945) EPIC 레코드 재팬 발매
- 〈할아버지의 그림 편지~그랜드파더즈 레터~〉 (2007년 12월 5일, AZZL-10005) Aer-born 발매
- 〈웃는 얼굴의 꽃〉 (2010년 6월 30일, ASCM-6087) 아뮤즈 소프트 발매

### 앨범
- 영화 《스윙걸즈》의 ‘SWING GIRLS’의 일원으로서 이하 두 작품을 발표하고 있다.
  - SWING GIRLS 오리지널 사운드트랙 (2004년 8월 21일, UPCH-1360) 유니버설 J 발매
  - SWING GIRLS LIVE!! (2005년 3월 23일, UPCH-1392) 유니버설 J 발매

## 수상 경력
| 연도   | 시상식                                              | 부문                                  | 작품                                                |
| ------ | --------------------------------------------------- | ------------------------------------- | --------------------------------------------------- |
| 2004년 | 제28회 일본 아카데미상                              | 신인상                                | 스윙걸즈                                            |
| 2004년 | 제59회 마이니치 영화 콩쿠르                         | 스포니치 그랑프리 신인상              | 스윙걸즈, 칠석의 여름                               |
| 2004년 | 제26회 요코하마 영화제                              | 최우수 신인상                         | 스윙걸즈, 조제, 호랑이 그리고 물고기들, 칠석의 여름 |
| 2006년 | 제51회(2006년 10월기) 더 텔레비전 드라마 아카데미상 | 여우주연상                            | 노다메 칸타빌레                                     |
| 2007년 | 엘란도르상                                          | 신인상                                | 노다메 칸타빌레, 무지개 여신 Rainbow Song           |
| 2008년 | 제12회 닛칸 스포츠 드라마 그랑프리 (GP)의 봄 드라마 | 여우조연상                            | 라스트 프렌즈                                       |
| 2008년 | 갤럭시상 (일본방송 비평 간담회)                     | 2008년 6월도 월간상 / 2008년도 장려상 | 라스트 프렌즈                                       |
| 2008년 | 제57회(2008년 4월기) 더 텔레비전 드라마 아카데미상  | 최우수 여우조연상                     | 라스트 프렌즈                                       |
| 2008년 | MTV Student Voice Awards(SVA)                       | 최우수 주연배우상                     | 라스트 프렌즈                                       |
| 2008년 | 제21회 일본 안경 베스트 드레서상                    | 특별상(향후 안경을 씌우고 싶은 사람)  | 빈칸                                                |
| 2008년 | 국제 드라마 페스티벌 in TOKYO 2008                  | 여우주연상                            | 노다메 칸타빌레 in 유럽, 라스트 프렌즈              |
| 2008년 | 제18회 TV LIFE 연간 드라마 대상                     | 여우조연상                            | 라스트 프렌즈                                       |
| 2009년 | VOGUE NIPPON Women of the Year 2008                 | 올해의 여성부문                       | 빈칸                                                |
| 2009년 | 제17회 하시다상                                     | 신인상                                | 라스트 프렌즈                                       |
| 2018년 | 제98회 더 텔레비전 드라마 아카데미상                | 여우조연상                            | 굿 닥터                                             |
| 2019년 | 제17회 컨피던스 어워드 드라마상                     | 여우주연상                            | 감찰의 아사가오                                     |

### 내용주
1. ↑  와다 쇼(和田 唱, 1975년 12월 1일 ~ )는 일본의 스리피스 록 밴드 TRICERATOPS의 보컬·기타 담당. 도쿄도 시부야구 출신. 분카 학원 전문 과정 미술과 졸업. 신장은 171cm, 혈액형은 O형이다.
2. ↑  DJ SAORI(본명: 우에노 사오리(野 早織, 1980년 10월 26일 ~ )는 일본의 DJ, 트랙 메이커, 음악 프로듀서이다. 효고현 가코가와시 출신.
3. ↑  우에노 마나(上野 まな), 1983년 1월 18일 ~ )는 일본의 싱어송라이터, 가수, 우쿨렐레 연주 가수, 라디오 퍼스널리티, 탤런트, 음악 프로듀서이다. Candy Tree(캔디 트리)에서는 가수 겸 작사를 담당하고 있다. 효고현 가코가와시 출신.
4. ↑  와다 세이(和田 精, 1893년 ~ 1970년 사망)는 일본의 음향 연출가이다. 일본의 음향 효과의 창시자이며, 츠키지 소극장에서 창립 멤버 중 한 명으로 음향과 조명을 담당했다. 지바현 출신.
5. ↑  와다 마코토(和田 誠, 1936년 4월 10일 ~  2019년 10월 7일 사망)는 일본의 일러스트레이터·수필가·영화 감독이다. 오사카 출신.
6. ↑  히라노 레미(平野 レミ, 1947년 3월 21일 ~ )는 일본의 요리 애호가, 탤런트, 샹송 가수이다. 본명은 와다 레미(和田 レミ)이다. 도쿄도 다이토구 출신.
7. ↑  와다 아스카(和田 明日香, 1987년 4월 17일 ~ )는 일본의 탤런트, 모델, 식육(食育) 강사, 미용 요리 연구가이다. 2006년 릿쿄 대학 사회학부 입학 후 재학 중.
8. ↑  사이버 학교를 말한다.
9. ↑  쇼트커트 중에서도 특히 짧게 커트한 머리 모양을 말한다.
10. ↑  2001년 방영된 연속 드라마의 여자 농구부를 무대로 한 속편.
11. 1 2 3  타마키 히로시와 공동 주연
12. ↑  총 다섯가지 에피소드에서 제1화 「기타 케이스의 여자」 - 우에노 역, 제2화 「HOPE」 - 미유키 역, 제3화「이웃집의 이웃집의 아키라」 - 미스즈 역, 제4화 「여행 동안」 - 우에노 주리 역, 제5화 「어느 날 아침, 히나타는 갑자기」 - 히나타 역을 연기하고 있다.
13. ↑  나가야마 에이타와 공동 주연
14. ↑  개봉일 기준은 일본에서의 개봉일이다.
15. ↑  대한민국에서는 NEW 배급으로 2015년 8월 20일 개봉되었다.
16. ↑  개봉·방송일자 기준은 일본에서의 공개일이다.

### 참조주
1. ↑  우에노 주리 【일본 탤런트 명감】 보관됨 2019-08-31 - 웨이백 머신
2. ↑  NHK 「모두의 노래」 2010년 6월·7월 온에어 악곡.
3. ↑  “고우~공주들의 전국~주역은 우에노 쥬리 씨로 결정!”. NHK. 2010년 2월 17일. 2016년 4월 6일에 원본 문서에서 보존된 문서. 2020년 3월 8일에 확인함.
4. ↑  “우에노 주리, 결혼 후 첫 드라마에서 「현장이라서 즐겁다!」NHK·E 텔레로 4·28 방송”. 《ORICON NEWS》 (oricon ME). 2018년 4월 20일. 2020년 3월 8일에 확인함.
5. ↑  “우에노 쥬리 : 「노다메」이래 13년만 "월 9" 출연 법의학자 & 형사 아버지 딸 그리기”. 《만탄웹》 (MANTAN). 2019년 4월 24일. 2019년 4월 25일에 확인함.
6. ↑  “우에노 쥬리 & 트라이세라 와다 쇼가 결혼! 작년 가을부터 교제 「자연스러운 것」”. 《Sponichi Annex》 (스포니치 신문사). 2016년 5월 26일. 2016년 5월 26일에 확인함.
7. 1 2 3  주간 아사히 2008년 3월 21일호 하야시 마리코 「손님 컬렉션」(56-60 페이지)로부터.
8. 1 2 3   AERA 2006년 12월 11일호 「현대의 초상」(66-71 페이지)로부터.
9. ↑  최승현과 공동 주연
10. ↑  “우에노 주리 × BIGBANG TOP 주연 드라마가 11월부터 전달 캐스트 등단 이벤트도”. 영화 나탈리. 2015년 10월 9일. 2015년 10월 9일에 확인함.
11. ↑  “제46회 장려상 수상 작품”. 방송 비평 간담회. 2016년 3월 4일에 원본 문서에서 보존된 문서. 2015년 10월 16일에 확인함.
12. ↑  “최우수 "STUDENT VOICE" 여우주연상”. 《MTV STUDENT VOICE AWARD 2008》. 2008년 8월 26일. 2008년 9월 2일에 원본 문서에서 보존된 문서. 2020년 3월 8일에 확인함.
13. ↑  “곤충 안경? 우에노 주리 「일본 안경 베스트 드레서상」 특별상 수상”. 《ORICON STYLE》 (주식회사oricon ME). 2008년 10월 1일. 2015년 10월 16일에 확인함.
14. ↑  “국제 드라마 페스티벌 : Award”. 2008년 12월 2일에 원본 문서에서 보존된 문서. 2008년 10월 29일에 확인함.
15. ↑  “Women of the Year 2008 VOGUE.com[보그 닷컴]”. 2009년 2월 7일에 원본 문서에서 보존된 문서. 2009年9月19日에 확인함.
16. ↑  “우에노 주리 스테이지에서 환희의 눈물 「제17회 하시다상」 신인상 수상”. 《ORICON STYLE》 (주식회사oricon ME). 2009년 5월 10일. 2015년 10월 16일에 확인함.
17. ↑  “여우조연상 수상 결과 1위 : 우에노 주리 제98회 - 더 텔레비젼 드라마 아카데미상”. 《더 텔레비전》 (일본어). 2018년 11월 14일에 확인함.
18. ↑  “최우수 작품상은 「나기의 휴식」 「제17회 컨피던스 어워드 드라마상」전 8상 발표”. 《ORICON NEWS》 (oricon ME). 2019년 11월 1일. 2020년 3월 8일에 확인함.